# Semirimorchio
Il semirimorchio è un veicolo senza motore destinato ad essere trainato da parte di un trattore stradale con cui, in abbinamento, forma un complesso veicolare definito autoarticolato.
Il termine deriva dal fatto che il veicolo scarica parte del proprio peso sui suoi stessi assi e parte sulla ralla del trattore stradale che lo traina per cui, da un punto di vista fisico, è trainato solo per metà. Il suo scopo è quello di trasportare le merci in un comparto separato dall'abitacolo e la sua caratteristica principale è quella di poter essere facilmente sganciato e riagganciato, in modo da poter essere trainato da trattori stradali diversi

## Caratteristiche

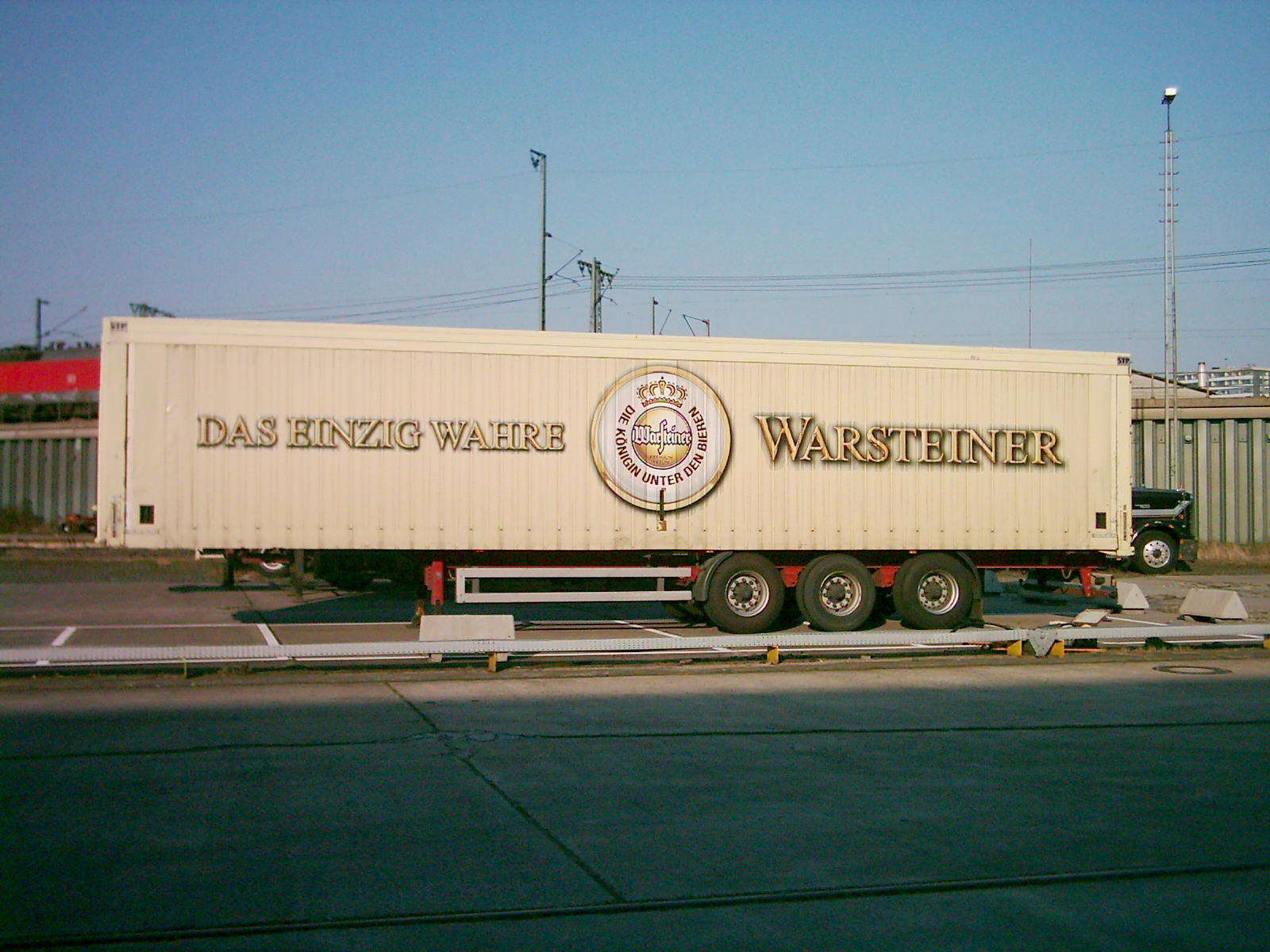
Un semirimorchio separato dal suo trattore

Può essere dotato dei più svariati allestimenti, ma frequente è il suo uso nel comparto dei trasporti intermodali con il traino iniziale via strada il suo carico su un vagone ferroviario e il successivo recupero a destinazione da parte di un altro trattore per il trasferimento alla destinazione finale.
Normalmente la sua struttura è composta di un telaio con uno o più assi di ruote (la configurazione più comune è quella a 3 assi), anche gemellate, ubicati nella parte posteriore.
In alcuni casi l'ultimo asse può essere autosterzante, ossia con la capacità di sterzare automaticamente a seconda della direzione di marcia del complesso veicolare; questo sistema consente un raggio di svolta minore nonché un notevole risparmio dell'usura degli pneumatici, anche se causa un certo aumento di tara.
È abbastanza diffuso anche il sollevatore per il primo asse, che consente di alzare tutto l'assale; è utilizzato nei trasferimenti a vuoto o in condizioni di carico minimo, in maniera tale da ridurre l'usura degli pneumatici ed il consumo di carburante.
Nella parte anteriore il semirimorchio è dotato di un perno e di una controralla: il perno si aggancia alla ralla del trattore, nella quale è posto un meccanismo che lo blocca automaticamente, mentre la controralla si appoggia sulla ralla del mezzo trainante, scaricando parte del peso del semirimorchio su di esso e consentendo la rotazione reciproca dei due veicoli; ovviamente le superfici di contatto devono essere convenientemente ingrassate.
Una leva di bloccaggio azionata manualmente rende l'aggancio sicuro, impedendo lo sganciamento accidentale del semirimorchio anche in caso di avaria del meccanismo interno alla ralla.
Tra gli assi posteriori e la ralla del semirimorchio, ma più vicini a quest'ultima, sono posti due piedi metallici retrattili per la stabilità in caso di sosta; sono talvolta forniti di impianto idraulico che ne consente il sollevamento in condizioni di marcia ma nella maggior parte dei casi sono azionati da un riduttore manuale dotato di due differenti rapporti, uno lento per il sollevamento del semirimorchio carico ed uno veloce per il sollevamento a vuoto.
Molto diffusi sono anche i semirimorchi coibentati o frigoriferi per il trasporto di merci deperibili e altrettanto lo sono quelli forniti semplicemente di appositi ancoraggi dove fissare delle casse mobili o dei più comuni container.
Il veicolo trainato non è solitamente fornito di impianti motorizzati autonomi e per impianti frenanti ad aria, nonché per la sua illuminazione e per eventuali attrezzature elettriche, è collegato direttamente al veicolo trainante.

## Nel mondo
Le dimensioni massime di ingombro e di portata sono sempre state definite a livello di Stato e hanno subito nel tempo delle variazioni in aumento. Tendenzialmente è stata cercata in ogni caso la maggiore armonizzazione delle norme a livello sovranazionale, in particolare a livello europeo le regolamentazioni sono ormai a livello comunitario
Sul telaio che, per quanto riguarda la CEE, nelle sue più recenti disposizioni può raggiungere una superficie interna utile di 13,60 × 2,50 m (con la possibilità teorica di poter stivare sul piano di carico 34 pallet del tipo più generico, l'Europallet da 120 × 80 cm di base) viene predisposto un allestimento in base alle necessità specifiche, passando dal classico e generico "centinato" adatto al carico di merci generiche, per passare a semirimorchi dotati di semplici sponde laterali e utilizzati per il carico di merci lunghe che non necessitano di particolari protezioni. 
In Italia è anche soggetto ad immatricolazione e a targa separata che viene apposta in modo fisso sul mezzo stesso. Fino al 20 febbraio 2013 sul suo retro era necessaria una targa ripetitrice del mezzo trainante, in altri Stati invece questa non è mai stata necessaria.
Gli ingombri massimi ammessi sono maggiori negli Stati Uniti d'America.